# Gerold Reutter
Gerold Reutter (* 20. April 1924 in Wernau (Neckar); † 21. September 2021) war ein deutscher Architekt und Maler. Er galt als Deutschlands produktivster Kirchen-Architekt.

## Leben
Reutter wuchs in seiner Geburtsstadt Wernau auf. Von 1944 bis 1949 befand er sich in sowjetischer Kriegsgefangenschaft in Rustawi. Die dort geführten Gespräche mit Künstlern, Wissenschaftlern und Theologen prägten nach eigener Aussage sein Leben. Viele Landschaftszeichnungen entstanden auf Zementpapier während der Gefangenschaft, die bei der Entlassung vernichtet wurden. Anschließend studierte er von 1950 bis 1958 an der Fachhochschule Stuttgart und der Technischen Universität Stuttgart Architektur, unter anderem bei Hans Volkart, Richard Döcker, Rolf Gutbrod und Heribert Glatzel.
Ab 1958 war Reutter als freischaffender Architekt tätig und fertigte zahlreiche Entwürfe von Kirchen, Gemeindezentren sowie öffentlichen Gebäuden an. Sein Werkverzeichnis, das größtenteils mit seinen beiden Brüdern Albrecht (1926–1984) und Wilhelm Reutter (1935–1990) erarbeitet wurde, zählt etwa hundert römisch-katholische Kirchen und Kapellen, die ab 1959 vor allem in der Diözese Rottenburg-Stuttgart entstanden sind. Allein im Jahr 1971 wurden 15 Kirchen nach seinen Plänen gebaut. Viele der Kirchen aus Beton schuf er in Fertigteilbauweise.
Der Malerei widmete er sich nebenberuflich. Von 1977 bis zu seinem Tod nahm er an zahlreichen Ausstellungen im In- und Ausland teil.
1990 studierte Reutter Theologie an der Julius-Maximilians-Universität Würzburg und wurde zum nebenberuflichen Diakon der Diözese Rottenburg-Stuttgart geweiht.

## Ehrenamt und Mitgliedschaften
Von 1962 bis 1975 war Reutter Mitglied der CDU-Fraktion im Wernauer Gemeinderat. Außerdem war er Delegierter und Jury-Mitglied der Deutschen Gesellschaft für christliche Kunst sowie Mitglied des Württembergischen Kunstvereins Stuttgart, des Kunstvereins der Diözese Rottenburg-Stuttgart und der Künstlergilde Esslingen.

## Privates
Reutter war ab 1958 mit seiner Frau Rosemarie verheiratet. Er hatte mit ihr zwei Töchter und drei Söhne.

## Bauten (Auswahl)
- St. Barbara in Neuhütten (eine Kirche des Bautyps Reutter 1, der von 1964 bis 1975 bei insgesamt 17 Kirchenneubauten in der Diözese Rottenburg-Stuttgart zum Einsatz kam)
- St. Nikolaus in Reute (ebenfalls Bautyp Reutter 1)
- Hauskapelle des Klosters Heiligenbronn
- Allerheiligenkirche in Lehr